# Francisco Biasin
Francisco Biasin (italienisch Francesco Biasin; * 6. September 1943 in Arzercavalli, Terrassa Padovana, Provinz Padua, Italien) ist ein italienischer Geistlicher und emeritierter römisch-katholischer Bischof von Barra do Piraí-Volta Redonda in Brasilien.

## Leben
Francisco Biasin empfing am 20. April 1968 die Priesterweihe für das Bistum Padua. Nach Jahren als Kaplan absolvierte er 1972 eine Priesterfortbildung bei der Fokolarbewegung in Frascati und ging anschließend als Fidei-Donum-Priester nach Brasilien. Von 1981 bis 1990 war er Dompfarrer und Generalvikar im Bistum Duque de Caxias, später war er Diözesanadministrator und Generalvikar im Bistum Itaguaí. Nach seiner Rückkehr nach Italien leitete er das Missionsdezernat seiner Heimatdiözese.
Papst Johannes Paul II. ernannte ihn am 23. Juli 2003 zum Bischof von Pesqueira. Der Bischof von Caruaru, Bernardino Marchió, spendete ihm am 12. Oktober desselben Jahres die Bischofsweihe; Mitkonsekratoren waren Antonio Mattiazzo, Erzbischof ad personam von Padua, und Vital João Geraldo Wilderink OCarm, Altbischof von Itaguaí. Als Wahlspruch wählte er AGENS EORUM VITAM PER FRATRES.
Am 8. Juni 2011 wurde er von Papst Benedikt XVI. zum Bischof von Barra do Piraí-Volta Redonda ernannt und am 28. August desselben Jahres in das Amt eingeführt.
Am 13. März 2019 nahm Papst Franziskus das von Francisco Biasin aus Altersgründen vorgebrachte Rücktrittsgesuch an.
Seit dem 4. Dezember 2023 verwaltet er das vakante Bistum Corumbá als Apostolischer Administrator.